# ㅔ
Cette page contient des caractères spéciaux ou non latins. S’ils s’affichent mal (▯, ?, etc.), consultez la page d’aide Unicode.
ㅔ est un jamo du hangeul, l'alphabet utilisé pour transcrire le coréen.

## Représentation informatique
- Unicode :
  - ㅔ : U+3154[1]
  - ᅦ : U+1166